# Microcyba divisa
Microcyba divisa là một loài nhện trong họ Linyphiidae.
Loài này thuộc chi Microcyba. Microcyba divisa được Rudy Jocqué miêu tả năm 1983.